# Břuchotín
Břuchotín (německy Bruchotein) je severozápadní část obce Křelov-Břuchotín v okrese Olomouc. Prochází zde dálnice D35 a silnice II/635. V roce 2009 zde bylo evidováno 69 adres. V roce 2001 zde trvale žilo 186 obyvatel.
Břuchotín je také název katastrálního území o rozloze 1,79 km2.